# Springhaler
Springhaler (Collembola) er en dyreorden af leddyr. Der er 18 familier af springhaler med 6.500 arter. Tidligere blev de regnet som insekter. I dag mener man, at springhalerne udviklede sig uafhængigt af insekterne. I moderne systematik udskilles de mest primitive vingeløse ordener i en egen klasse, kaldet entognater.
Navnet har de fået, fordi de har en springgaffel under kroppen som de kan hoppe med, når de bliver skræmt. De fleste arter springhaler lever i jorden som vigtige nedbrydere af plantemateriale. Findes de indendøre, er de ikke at regne som skadedyr. Som så mange andre småkryb kan de nemt følge med juletræet ind.
Nanostrukturen af springhalers hud er model for vandafvisende og selvrensende overflader. 350 millioner år gamle fossiler viser, at springhalerne er blandt Jordens ældste landlevende leddyr. Flere end 6.000 arter er kendt på verdensbasis, næsten 400 i Norge alene, hvor "sneloppen" iblandt ses i foråret som et tæppe af små prikker på sneen.

## Klassifikation
- Orden Springhaler Collembola
  - Familie Vandspringhaler Poduridae
  - Familie Kuglespringhaler Sminthuridae